# はかた号

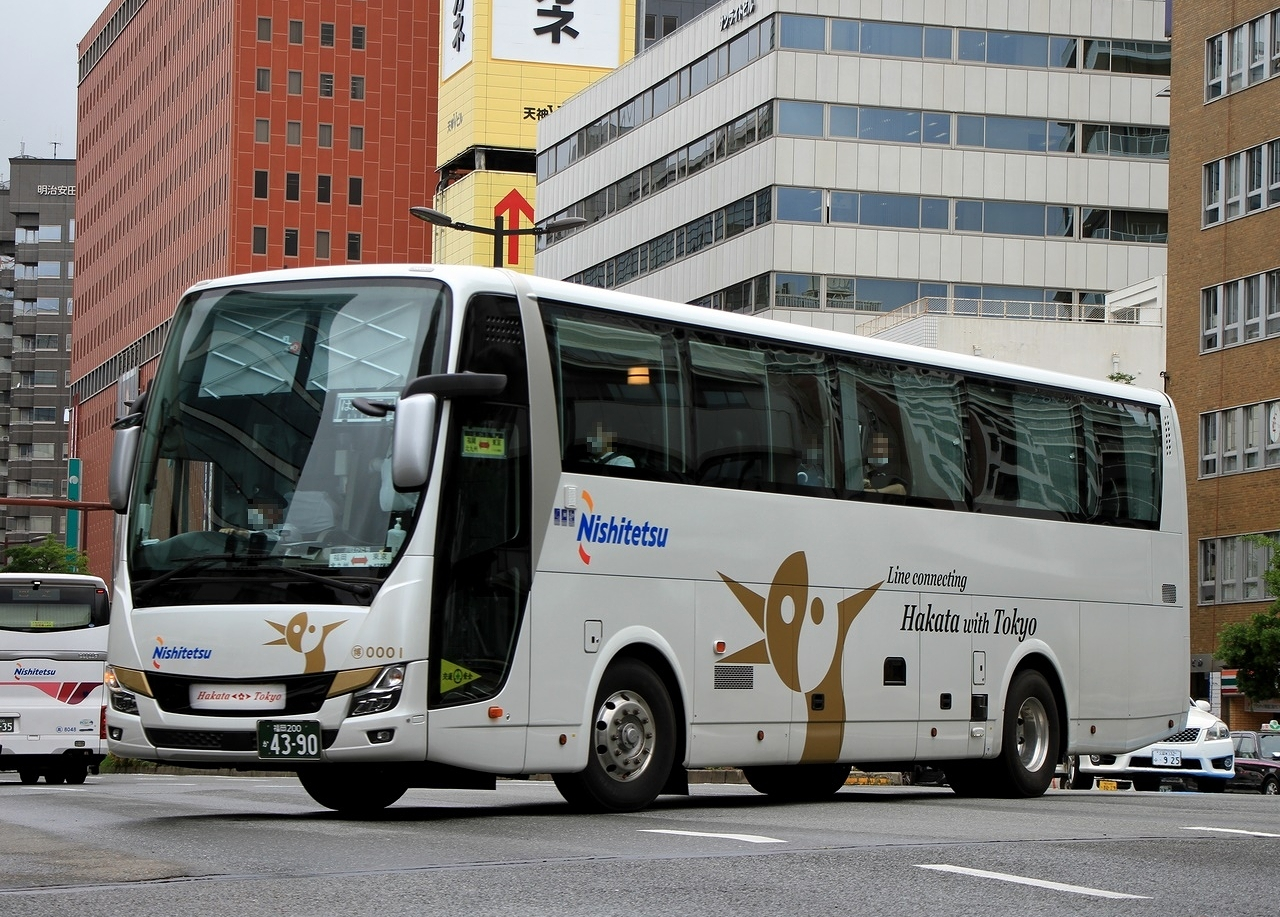
「はかた号」専用車両（2020年7月 - ）

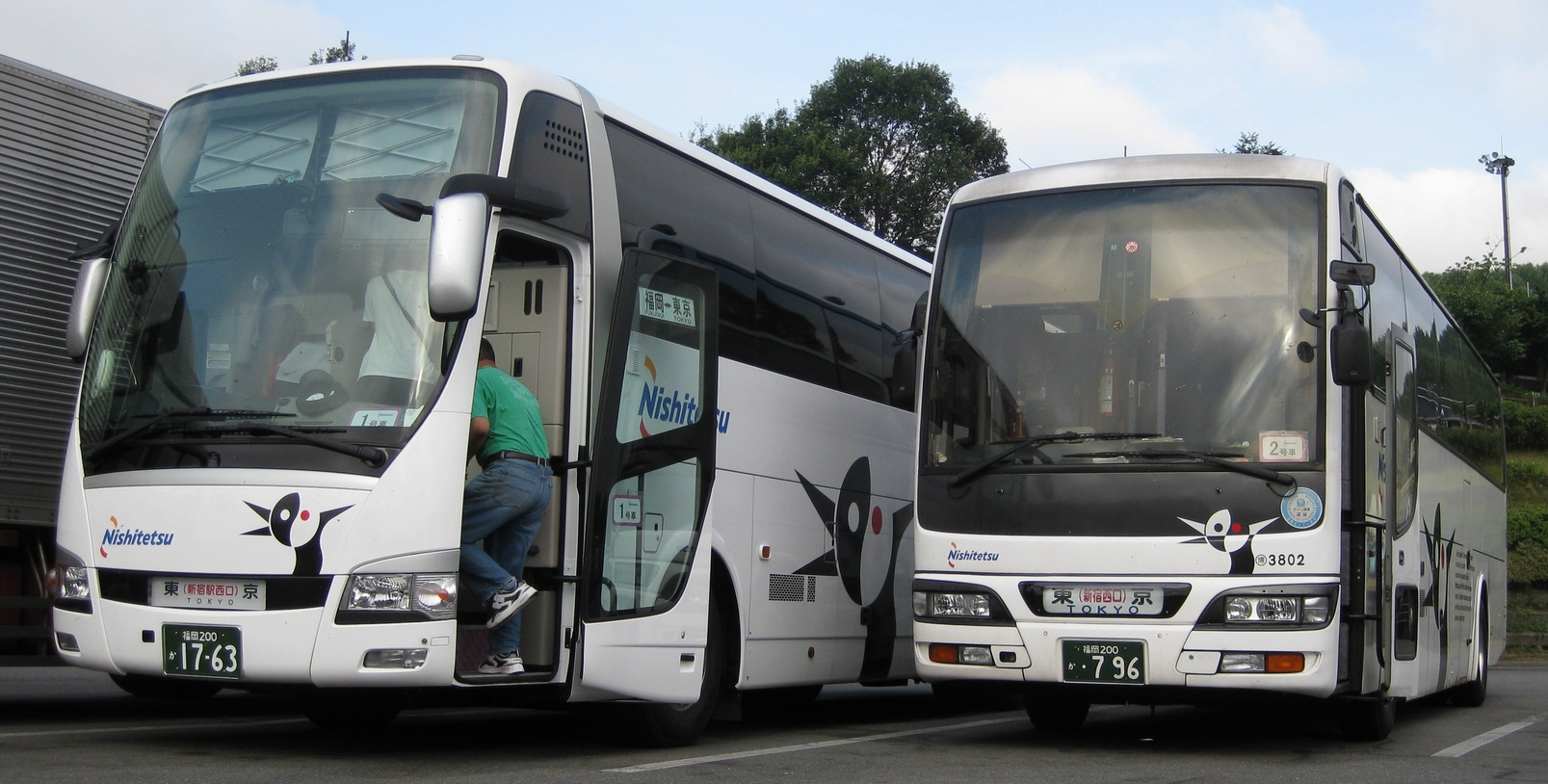
朝、諏訪湖SAでの「はかた号」（2008年）。左は2008年導入の純正ボディの三菱エアロクィーン。右は2003年導入の三菱エアロクィーンシャーシを架装した西工ボディのネオロイヤルSD-II。

はかた号（はかたごう）は、西日本鉄道（西鉄バス）が運行する、バスタ新宿（所在地は東京都渋谷区）と福岡県北九州市小倉北区・八幡西区ならびに福岡市中央区・博多区を結ぶ夜行高速バス路線である。
1990年（平成2年）10月12日運行開始。開業時は京王帝都電鉄（現・京王電鉄バス）との共同運行であった。

## 概要
新宿駅南口のバスタ新宿（東京都渋谷区千駄ヶ谷）と博多バスターミナル（福岡市博多区博多駅中央街）間の1,097kmを、約14時間かけて走破する夜行高速バス路線である。バスタ新宿の開業以前は、東京側の発着地は京王が運営していた新宿高速バスターミナル（新宿駅西口、東京都新宿区西新宿）であった。
かつては運行距離、所要時間ともに日本最長の高速バス路線であった。2020年現在では「はかた号」の運行距離は、オー・ティー・ビーが運行する「オリオンバス」（東京駅 → 博多駅間1,110 km、15時間50分）に次ぐ国内2位、所要時間は国内4位（東京発14時間17分、福岡発14時間39分）となっている「はかた号」が運行距離に比して所要時間が比較的短いのは、走行区間のほぼ全線で高速道路を走行し、他の高速路線バスと比べて一般道路を走行する割合が極めて低いためである。なお、新高速乗合バス制度施行以前は「オリオンバス」はツアーバスとして運行していた。
北海道テレビ放送（HTB）制作のバラエティ番組『水曜どうでしょう』では、「はかた号」が「キング・オブ・深夜バス」として紹介され、大泉洋ら出演者が実際に乗車する企画を放送したことで全国的な知名度が高まった。
「はかた号」以外の東京 - 福岡間を結ぶ公共交通機関としては、前述の夜行高速バス「オリオンバス」のほか、鉄道路線では東海道・山陽新幹線「のぞみ」、空路では首都圏と九州各県の国内定期航空路線、フェリー航路では東京港（東京港フェリーターミナル） - 新門司港間のオーシャン東九フェリーがある。
東京側の待機場は、路線開設時の京王バス永福町営業所から中野営業所に変更されたが、2階建てバスの運行開始後は永福町営業所に戻された。繁忙期は永福町営業所の他に中野営業所を使用することもある。過去の最盛期に10台から12台で運行していた頃は、両営業所の車庫を使用しても全車両を収容できないため、一部車両は東京都庁舎の駐車場を待機所として使用していた時期もあった。その後も繁忙期などで続行車の台数が多い場合は、都営バス新宿支所を待機所として使うこともある。
開業前の計画段階では、北九州市を経由することや、サロン付き2階建てバスの使用、途中サービスエリアで食事を提供することが検討されたが、運行開始時にはいずれも見送られた。
2009年6月時点での利用者数は年間2.1万人（『京都新聞』2009年6月27日付による）。

### 運行事業者
- 西日本鉄道（博多自動車営業所）
  - 京王電鉄バス - 過去に共同運行していたため、東京側の運行支援・予約発券業務を継続している（詳細は後述）。

## 歴史
- 1990年（平成2年）10月12日 - 西日本鉄道と京王帝都電鉄（現・京王電鉄）との共同運行で運行開始[1]。当時は中国自動車道経由だった[1]。1日2往復で、各社が1往復ずつ担当した[1]。運行開始当初の所要時間は15時間10分（新宿発。福岡発は新宿発より5分増し。以下同じ）で、所要時間が非常に長いため現地での乗務員の休憩時間を確保するために先発便を出発地の会社が、後発便を到着地の会社が担当する形とした。
- 1991年（平成3年） - 西鉄では営団地下鉄（現・東京メトロ）の駅で配布している路線図の裏に広告を出稿した。文言は東京側の利用者向けになっていたが、車両設備の写真などはすべて西鉄の車両であった。共同運行の相手会社側の地域で独自に広報活動を行ったという点が特筆される。
- 1992年（平成4年）11月1日 - 広島北JCT - 山口JCT間を中国自動車道経由から広島自動車道・広島岩国道路・山陽自動車道経由に変更。発着時刻は変更せず。
- 1993年（平成5年）12月26日 - 福崎IC - 広島JCT間を中国自動車道・広島自動車道経由から播但連絡道路・山陽自動車道経由に変更。所要時間を14時間30分に短縮。
- 1997年（平成9年）12月10日 - 山陽自動車道の全通により神戸JCT - 山陽姫路東IC間を中国自動車道・播但連絡道路経由から山陽自動車道経由に変更。所要時間を14時間30分から14時間20分に短縮。
- 1999年（平成11年）1月18日 - 京王電鉄が共同運行から撤退、西鉄の単独運行に変更となる（1日1往復）。京王は東京側の予約・発券業務のみを行う[7]。
- 2003年（平成15年）8月11日 - 中国自動車道上り線で東京行「はかた号」2台と大型トラック5台、乗用車2台が絡む多重衝突事故が発生。「はかた号」の運転士2名が死亡、乗客・乗務員を含む36名が負傷[8][9]。
- 2009年（平成21年）12月22日 - プレミアムシート・ビジネスシート・エコノミーシートの3クラスの座席を装備した2階建て車両を福岡発の便より運行開始。
- 2012年（平成24年）12月20日 - 運行ルートを変更し、新たに北九州地区（黒崎IC（引野口）・砂津・小倉駅前）に停車。運賃は天神・博多駅出発分からそれぞれ500円引き。また、運行ルートもこれまでの中央自動車道経由から新名神高速道路・伊勢湾岸自動車道・東名高速道路などを経由するルートに変更となる。全区間の所要時間および従来からの停車地の発着時刻は変更しない[10]。同時に、従来はプレミアムシートのみだったコンセントを全座席に追加してスマートフォンなどのモバイル機器の充電を可能にするのに加え、「au Wi-Fi SPOT」にも対応。対象ユーザー以外にも同じくプレミアムシート専用だった無線LANサービスを全席に拡大し「バス車内無料Wi-Fiサービス」を開始。これは「Lions Express」の西鉄高速バス運行便でも実施した[11]。
  - ただし、同年12月2日に発生した笹子トンネル天井板落下事故により中央自動車道の一部区間で通行止めとなったため、12月3日より東名高速道路経由で運行している[12]。
- 2013年（平成25年）4月1日 - 新運賃体系の導入。往復運賃が廃止され、福岡・北九州発ともに同一運賃になる。また、プレミアムシート利用料金をこれまでの4,000円から3,000円に値下げ[13]。
- 2014年（平成26年）
  - 4月1日 - 消費税率の引き上げに伴い、同日出発分から運賃が値上げとなる[14]。値上げ幅はプレミアムシートで500円、ビジネスシートで400円、エコノミーシートで300円。
  - 9月1日 - 軽食サービスを廃止。
  - 12月19日 新型車両に移行。スーパーハイデッカー車に戻り、エコノミーシートを廃止。ビジネスシートのうち最後部4席を女性専用席に設定[15]。また、三ヶ日 JCT - 御殿場 JCT 間を東名高速道路から新東名高速道路へ運行ルートを変更し、西鉄天神バスセンター始発・終着を博多バスターミナル始発・終着へ変更[16]。本来は12月18日からの予定だったが、17日から日本全土で発生した低気圧の影響による天候不順で17日及び18日の夜行高速バスの便がほぼ全て運休になったため、19日からの運行となった。また、博多バスターミナルのりばを変更（35番のりば→36番のりば）。
- 2015年（平成27年）
  - 2月26日 - 2015年3月にWeb予約・クレジットカード払い限定で設定していたWEB早割21／14[17] に代わり、45日もしくは30日前までの予約で4,500円／3,000円引きになるWEB早割45／30を6月1日出発分から11月30日出発分まで設定[18]。実施期間外の4月1日出発分から4月30日までの分は通常運賃から1,000円引き、5月7日から5月31日出発分は通常運賃から2,000円引きのキャンペーンを実施。いずれもビジネスシートのみ（最後尾4列の女性専用席は割引キャンペーンは対象、WEB早割は対象外。4列シート車両も除く）が対象で、プレミアムシートは対象外。また、6月1日出発分より予約受付開始日を出発日の二ヶ月前からに変更。WEB早割45／30はこれ以後も期間を随時延長し販売している（2019年8月現在は金・土・日・祝前日・祝日は対象外）。
  - 12月4日 - 車両の一部リニューアル[19]。プレミアムシートのうち1列目の2席にスイッチで透明になるマジックガラスを設置。これにより前方景色が見られないという問題が最前列席では解消される。また全席にSOSスイッチを設置。後者は2016年3月までに夜行高速バス全車に設置予定とした。
- 2016年（平成28年）4月4日 - 1号車の新宿駅の乗車場所が、従来の新宿高速バスターミナルから同日開業のバスタ新宿に変更[20]。降車場所については同年5月9日福岡出発便まで従来通り新宿西口を使用していた。なお、続行便（2号車以降）は乗降とも新宿西口で行う。
- 2017年（平成29年）7月1日 - プレミアムシートの専用サービスであるWi-Fi接続「Nishitetsu Bus Free Wi-Fi」を、NTT BPの「Japan Connected-free Wi-Fi」に対応[21]。
- 2019年（令和元年）10月1日 - 消費税率の引き上げに伴い、同日出発分から運賃が値上げとなる[22]。値上げ幅はA運賃が300円、B・C運賃が250円、D運賃が200円、プレミアムシート料金は100円。
- 2020年（令和2年）
  - 7月1日 - 運行30周年記念に合わせ、2020年4月11日から新型コロナウイルスの影響で運休していた運行を再開。同時に新型車両を導入する[23]。
  - 8月1日 - 前日運行便を以て、当バス及びどんたく号で実施していた女性専用席を終了[24]。
- 2021年（令和3年）
  - 2月23日 - この日の発売分（2021年4月23日運行分）より、ダイナミックプライシング型に移行。電話・窓口販売は価格が固定される[25]。
- 2023年（令和5年）
  - 8月1日 - インターネット予約において、WEB予約のみ行い、決済及び乗車することなく一般乗客の予約を阻害する迷惑行為が頻発していることから、同日発売の10月1日乗車分よりWEB決済は予約日の即日決済、コンビニ決済は当日24時（従来は共に予約日含め3日以内）までに決済しないと自動キャンセルかつコンビニ決済選択者で自動キャンセルを繰り返す当該者はブロック（アカウント停止）になる措置を実行[26]。
- 2024年（令和6年）
  - 5月1日 - この日発着の便より、ダイナミックプライシングの幅を変更。ビジネスシートは9,000 円 - 20,000円の13パターンに、プレミアムシートは18,000 円 - 25,000円の9パターンに変更される（電話・窓口発売はビジネスシートが20,000円、プレミアムシートが25,000円の最高額に固定）。
  - 9月1日 - この日の発着分より、続行便の東京側発着場所を1号車と同じバスタ新宿に変更。
  - 12月20日（予定事項） - この日の便より、旅客都合の乗車券払戻し手数料が変更される。以前は乗車日まで一律110円だったが、11日から9日前は記載運賃の20%、8日前から2日前は30%、一日前及び乗車日は50%となる。

## 現行路線
太字は客扱いを行う場所。交通事情などにより経由地や休憩場所は変更される場合がある。
バスタ新宿  - 初台南出入口 -（首都高速中央環状線・首都高速3号渋谷線） - 東京IC - （東名高速道路・新東名高速道路・伊勢湾岸自動車道・東名阪自動車道・新名神高速道路・名神高速道路・新名神高速道路・山陽自動車道・広島岩国道路・山陽自動車道・中国自動車道・関門橋） - 門司IC - （北九州都市高速4号線） - 富野出入口 - （平和通り・小文字通り） - 小倉駅前 - （国道199号） - 砂津 - （国道3号・国道199号） - 足立出入口 - （北九州都市高速4号線） - 黒崎IC〈引野口〉 - （北九州都市高速4号線） - 八幡IC - （九州自動車道） - 福岡IC - （都市高速4号線・1号線・環状線） - 天神北出入口 - 西鉄天神高速バスターミナル - 博多バスターミナル
- 夜と朝に1回ずつ休憩を行う。休憩場所は、静岡SAと佐波川SAが主に用いられる。このほか、乗務員交代や給油のため途中のサービスエリアに停車するが、乗客は外へ出ることはできない。
- 全行程が1,000kmを超える長距離路線のため、エアロキング以前の車種では途中で給油を行っていた。（主に福山SAや御在所SAが使われていた）中央道を経由していた時代は主に名神高速養老SAや山陽道三木SAが使われたほか、上り便については諏訪湖SAにて休憩後に給油する場合もあった。

## 運賃の変遷
運行開始当初は、片道15,000円・往復27,000円の運賃設定で、運行開始以来2009年まで運賃改定は行っていなかった。
運賃は長らく1クラス制であったが、2009年12月22日の2階建て車両導入を機に「プレミアム」「ビジネス」「エコノミー」の3クラス制に分けられるようになった。「エコノミー」は往復割引がないものの通常期は片道1万円を切る価格設定がされている。それにより以下のような運賃体系となった。
- プレミアムシート: 片道 19,000円（運賃15,000円+シート利用料4,000円）、往復 35,000円（運賃27,000円+シート利用料8,000円）
- ビジネスシート: 片道 15,000円、往復 27,000円
- エコノミーシート: 片道・通常期 8,000円、繁忙期 12,000円（往復割引はない）
- 北九州市内（引野口・砂津・小倉駅前） - 新宿間は福岡市内 - 新宿間の各片道運賃より500円引き（2012年12月20日以降）。

2013年4月1日に運賃を再度改定し、日によりA運賃・B運賃・C運賃・D運賃の4種類の運賃となった。また往復割引が廃止されるとともに、福岡市内乗降・北九州市内乗降ともに同一運賃となり、プレミアムシート利用料は3,000円に値下げされた。
- プレミアムシート: ビジネスシートの3,000円増
- ビジネスシート: A運賃15,000円（従来の運賃と同額）、B運賃はA運賃の2,000円引、C運賃はA運賃の3,000円引、D運賃はA運賃の4,000円引
- エコノミーシート: A運賃12,000円（従来の繁忙期運賃と同額）、B運賃はA運賃の3,000円引、C・D運賃はA運賃の4,000円引（従来の通常期運賃と同額）

2014年12月の新型車両導入に合わせエコノミーシートの設定がなくなり、運賃が以下のように改定された。なお、続行便で運用される2階建てバスに関しては、ビジネスシート以外はこれまでの運賃体系を引き継ぐ。
- プレミアムシート: ビジネスシートの5,100円増
- ビジネスシート: A運賃15,000円（従来の運賃と同額）、B運賃はA運賃の1,000円引、C運賃はA運賃の2,000円引、D運賃はA運賃の3,000円引、S運賃はA運賃の1,100円増。
ビジネスシートでWEB早割45/30適用時は、それぞれの料金から4,500円/3,000円引
- ビジネスシート（女性専用）：通常のビジネスシート価格から1,000円引

2021年4月23日運行分からは、WEB発売分がダイナミックプライシング型に移行する。価格幅は、ビジネスシートが9,000円から18,000円までの12パターン、プレミアムシートは18,000円から23,000円までの8パターンとなり、予約タイミングによって随時価格が変更される。電話・窓口発売はビジネスが17,000円、プレミアムが22,000円に固定。2024年5月にはパターンが変更されビジネスシートは9,000 円 - 20,000円の13パターン、プレミアムシートは18,000 円 - 25,000円の9パターン（電話・窓口発売はビジネスシートが20,000円、プレミアムシートが25,000円の最高額に固定）となった。

### 他の交通機関との運賃競争
はかた号の所要時間は、航空機（所要90分から100分程度）や鉄道（東海道・山陽新幹線「のぞみ」は所要5時間4分）との差は大きかったものの、この当時の鉄道利用の場合は通常期に新幹線普通車指定席を利用の場合で片道23,100円（運賃13,180円+「のぞみ」特急料金9,920円） で、航空機利用なら片道25,350円・往復45,800円（いずれもジェット特別料金片道850円を含む） となっており、価格面では「はかた号」が優位であった。その為、開業当初は利用率も非常に高く週末には続行便が出ることが常態化しており1996年には1日平均120人の利用があった。
一方航空においては、1998年9月にスカイマークエアラインズ（現・スカイマーク）が羽田 - 福岡線に新規参入し、普通運賃を日本航空・全日本空輸・日本エアシステムの大手航空3社の半額となる13,700円に設定したため、大手3社は「特割」などの割引運賃でこれに追随した。この結果、航空運賃は「はかた号」の片道普通運賃を下回った（ただし、航空運賃は一定ではなく時期などによって変動する）。のちに航空運賃は徐々に値上げされ、航空の通常期運賃などに比べ「はかた号」の価格面での優位性は再び高まった。
その後、東京 - 北九州線に新規参入したスターフライヤーが、指定期間のみ発売・2か月前予約・購入が必要という条件とはいえ片道1万円前後の航空券を販売している。北九州発の始発便と羽田発の最終便については、前日までの購入でも13,000円から16,000円程度の価格設定となった（その時間帯は深夜早朝に当たり、北九州空港と市街地を結ぶ鉄道・バスの便がないため安価な設定とされている）。また、日本航空・全日本空輸の大手航空2社も期間限定の早期割引運賃では「はかた号」の運賃と同程度の運賃設定を行っている。
また格安航空会社においては、2013年よりジェットスタージャパンが、2015年よりPeachが成田 - 福岡間に就航した。2022年現在、Peachは3990円からとなる運賃設定を行い特に閑散期での価格面で優位に立っている。
鉄道においては、福岡市に西日本旅客鉄道（JR西日本）山陽新幹線の終点である博多駅が立地し、JR各社では運賃・新幹線特急料金を割り引いた特別企画乗車券の発売を行っている。「のぞみ早特往復きっぷ」は福岡側のみの発売で、利用条件が限定されるが（1週間以上前の購入・往復利用）、福岡市内 - 東京都区内間で「はかた号」のビジネスシートより高くプレミアムシートより安い往復33,000円（片道あたり16,500円）の特別企画乗車券を発売している。
航空・鉄道の各種割引制度や特別企画乗車券の導入による実質的な低価格化により、利用率は大幅に下がり1999年1月18日以降は京王が撤退して西鉄の単独運行に移行し、2往復の運行から1往復に減便された。その頃西鉄も利用者減を理由に1999年8月を目途に廃止する予定を立てていたが、前述のように航空運賃が値上げし、利用客が戻った為運行は継続された。なお、年末年始・ゴールデンウィーク・お盆などの繁忙期には「はかた号」が増車運行されることもある。
さらに21世紀に入ると、オリオンツアー、ロータリーエアーサービスなどによりツアーバスが主催されるようになり、「はかた号」のビジネスシートと同等の独立3列シートタイプで片道10,000円から13,000円程度、エコノミーシートと同等の4列シートタイプの格安便だと時期によっては片道8,000円という旅行代金が設定される日もあった。また主催者や便によっては「はかた号」と同様の新宿・福岡市内のほか、東京ディズニーリゾート・東京駅周辺・横浜市・北九州市などの多様な発着地が設定された。これらのツアーバスは2013年7月31日の「新高速バス制度」施行までに多くが姿を消し、天領バスの「オリオンバス」とロイヤルバスの「ロイヤルエクスプレス」が高速乗合バスに移行したが、いずれも運賃はツアーバス時代の料金より上がり「はかた号」との価格差は縮小した。「ロイヤルエクスプレス」は2017年に運行休止され、「オリオンバス」のみが残っていたが、2020年にこれまで天領バスに運行委託されていた「オリオンバス」の元請であるオー・ティー・ビーが福岡営業所を開設し、隔日自社運行となったのち、2021年3月に新型コロナウイルスの感染拡大による緊急事態宣言を受けて運休を機に天領バスがオリオンバスより離脱、独自に「TenryoLINER」を立ち上げ7月31日より運行開始した事により、現在は「はかた号」「オリオンバス」「TenryoLINER」 の3社による競合となっている。

## 車両

### 使用車両

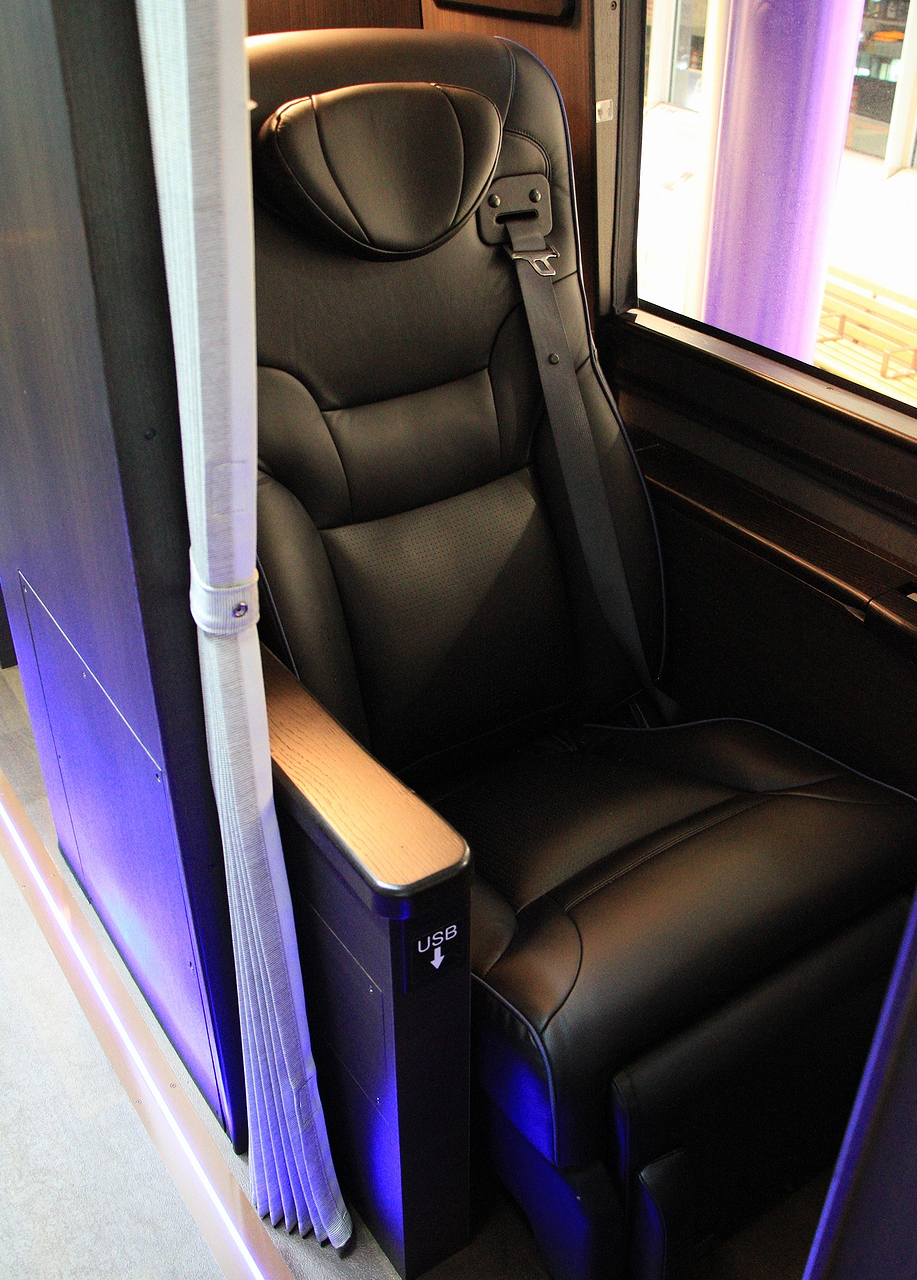
「はかた号」プレミアムシート（2020年7月 - ）

#### スーパーハイデッカー（2020年7月 - ）
はかた号運行開始30周年を記念して、2020年（令和2年）7月から新型車両に替わった。車種は先代同様、スーパーハイデッカー車の三菱ふそう・エアロクィーン (MFBM製)。先代同様、ロゴはゴールド白夜行ロゴに「Line connecting Hakata with Tokyo」の組み合わせとなっている。
座席配列も先代同様プレミアム・ビジネスの2クラス制で「プレミアムシート」4席、「ビジネスシート」18席（うち最後部3席は2020年7月までは女性専用席）。
- プレミアムシートは、先代同様のパーティションで区切られた個室タイプで、電動リクライニング、背面マッサージ機、背面ヒーター、座面送風機能を内蔵する本革シート。専用空気清浄機も配備される。先代で各座席に装備されていたiPadは廃されたが、代わりにロールカーテンとワイヤレス携帯充電器が設置された。
- ビジネスシートも、先代同様本革とモケットのコンビネーションを採用した1-1-1アブレストの独立シート。新たに、ダブルクッションを採用したシートを使用している。。
- 全席3点式ELRシートベルトが装備されている。また、先代では開始当時はプレミアムシートのみだったWiFiサービスは、今回は全座席で提供される。
- また、安全面に関しては通信型ドライブレコーダーと連動したEDSS（ドライバー異常時対応システム）、TPMS（タイヤプレッシャーマネジメントシステム）、左側方監視システム等を導入。

#### スーパーハイデッカー（2014年 - 2020年4月）
2014年（平成26年）12月から新型車両に替わった。車種はスーパーハイデッカー車の三菱ふそう・エアロクィーン (MFBM製)。白夜行ロゴがゴールドになり、2階建てバス同様「Line connecting Hakata with Tokyo」が描かれている。
エコノミーシートを廃止し、プレミアム・ビジネスの2クラス制に移行。「プレミアムシート」4席、「ビジネスシート」20席→18席（うち最後部4席→3席は女性専用席）。
2020年の新車導入以降は予備車両となり、通常はあまり使用される機会がないが、現行車の車検・整備・その他車両都合時や繁忙期における2号車以降の続行車として現在も本路線にて使用されている。2023年11月には2クラス制を活かして福岡 - 長門温泉線「おとずれ号」の運用に期間限定で使用された。
- プレミアムシートは、電動リクライニング、背面マッサージ機、背面ヒーター、座面送風機能を内蔵する本革シートとなり（シートはマジカルテクニカ製A380F[33]）、パーティションも設置され、個室化。新たに専用空気清浄機とインターネットや電子書籍を無料で閲覧できる専用タブレット端末（iPad mini 3）が配備される。
- ビジネスシートは本革とモケットのコンビネーションを採用した独立シートに加え、座席配置を1-1-1アブレストに変更（女性専用席は2017年2月18日運行分までは4アブレスト、2月19日運行分より1-1-1アブレスト）。
- 新たに女性専用席を除く全席にUSBポートが配備され、全席3点式ELRシートベルトが装備されている。

#### 2階建てバス（2009年 - 2014年)

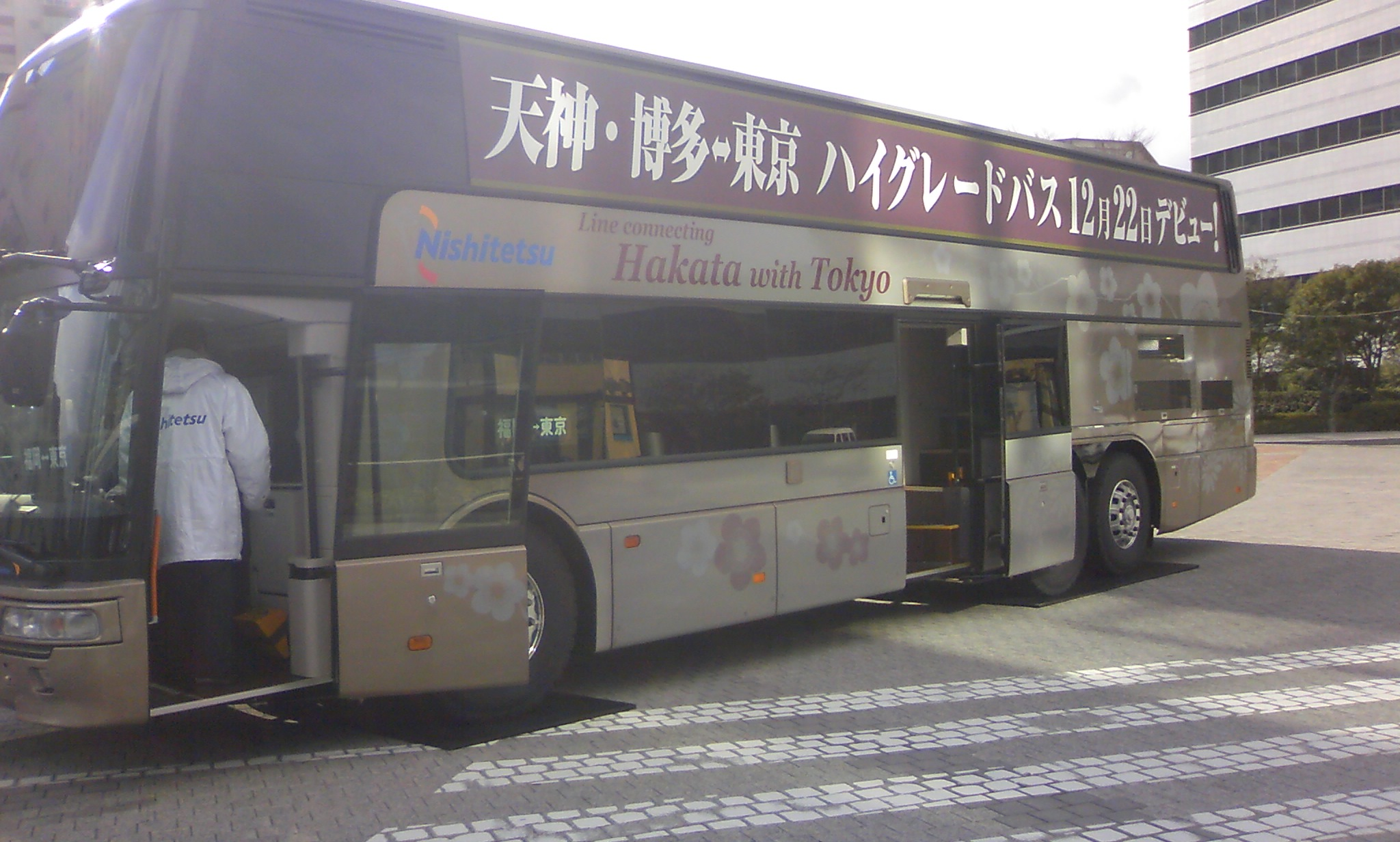
乗車口

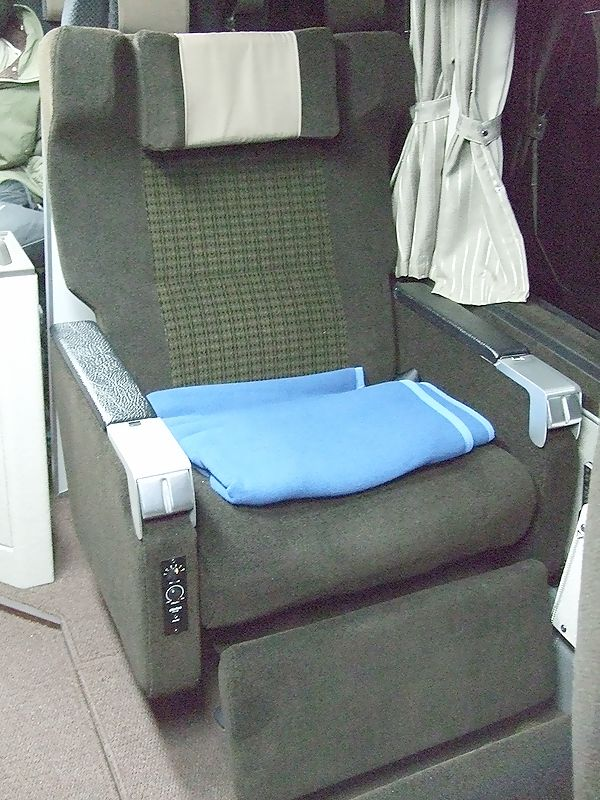
プレミアムシート

2009年12月に従来のスーパーハイデッカー車に代わり、西鉄の高速バスでは初となる2階建て車両の運行を開始した。車種は三菱ふそう・エアロキングで、1階にトイレを設置している。
外観は一般公募によるデザインが採用され、ゴールドのベースカラーに、東京都の都花「桜」と福岡県の県花「梅」が描かれている。
座席は「プレミアムシート」4席、「ビジネスシート」21席、「エコノミーシート」10席の3クラス、計35席備えられている。
- 2階最前部にある「プレミアムシート」は運賃のほかに利用料が必要で、従来より座席幅を広げリクライニング角度を深くした独立2列シートを設置し、各席に専用テレビと専用のマッサージ器が貸し出される。
- 2階のプレミアムシートの後方にある「ビジネスシート」は従来の車両と同様の独立3列シートで、運賃は従来の車両と同額である。
- 1階の「エコノミーシート」は、ツアーバス（観光バス）並みの2人掛け（横4列）シートで、運賃は従来より低廉に設定されている。
- 全クラスにパソコン用コンセント・無線LANを備えている（従来はプレミアムシート専用設備だった）。

2階建てバスについては2009年12月より運行を開始したほか、2012年12月からは北九州経由で運行している。

#### スーパーハイデッカー（1990年 - 2009年）
2階建てバス導入前まではスーパーハイデッカー車が使用されていた。岡本太郎のデザインによる白ベースの車両が原則として使用され、塗色名称は「白夜行」と呼ばれている。専用車両には「HAKATA」のロゴが表記されていたが、2003年の新製車から他系統への運用充当を意識してロゴがなくなり、それ以前の車両についても2006年秋頃にロゴが消された。
全席独立3列シートでトイレを設置している。運行開始当初は西鉄・京王とも正座席23人乗りで後部サロン付き（京王は三菱自動車純正ボディの三菱ふそう・エアロクィーン、西鉄は西日本車体工業SD-IIボディのエアロクィーン）であったが、西鉄は1994年12月に正座席27人乗り・後部談話室（サロン）付きの車両に、京王は1995年8月に正座席28人乗り・サロンなしの車両にそれぞれ変更された。
京王の撤退後、西鉄では2003年から後部談話室と公衆自動車電話を廃止し、他の夜行バス用車両と同様の仕様とした車両が導入されている。また、2006年からは従来の西日本車体工業製の車体を持つ車両に代わり、三菱ふそうバス製造が架装する三菱ふそうトラック・バス純正車体（ハイウェイライナー）の車両が導入されている。トイレの位置が異なるため、この車両は座席配置が従来と異なっている。
スーパーハイデッカー車は2階建て車両の導入により通常は「はかた号」では使用されなくなったが、2階建て車両が検査に入る際の代走、あるいは2号車以降の続行便が運行される際の続行便用として使用されることがある。

#### 4列シートのハイデッカー車
続行便を運行する場合は、通常「ひのくに号」などで使用されている「火の鳥カラー」で後部トイレ付き4列シートのハイデッカー車(主に8528、8529)や、かつて「Lions Express」専用車であった「白夜行カラー」（現在は「火の鳥カラー」）でスーパーハイデッカーの8545、8546号車が全席をエコノミーシート扱いとして運行されることがある。（8545はその後最高級のラグジュアリーバスツアーブランド『GRANDAYS』専用車に転用された。）

### 車内設備・サービス
- かつては車内でのビデオ上映のサービスがあり、上下とも出発後から夜の途中休憩までの間と、朝の途中休憩出発後から到着までの間に放映していた。2003年式以前の車両が充当されていた際は、始発点の改札開始からビデオ上映開始までと、2本目のビデオが終了してから終着地に到着するまでテレビ番組を上映する場合があった。現在はビデオサービスは全廃となっている。
- かつては車内に公衆自動車電話が設置されていたが、携帯電話が普及したため、2003年以降に導入された車両には設置されていない。それ以前の車両についても、電源が切られ使用できない、あるいは電話機自体が撤去されていた。
- 2003年末の多客期から「博多の女」（はかたのひと）という愛称の女性専用車両が運行されていた。その後、2006年夏季以降の多客期には女性専用車両の運行はされていない。なお「博多の女」は、福岡の和菓子メーカー二鶴堂が1972年から販売している土産菓子の名称でもあり、「はかた号」車内サービスでも菓子「博多の女」が提供されていた時期がある。
- 運行開始以来、車内に給湯器が設置されており、セルフサービスでお茶とインスタントコーヒーが提供されていたが、2006年以降に導入された車両においては一部設備が省略され、給湯器が設置されていない。このため2006年以前とそれ以後に導入された車両ではサービス内容が大幅に異なっていた。現在は湯茶サービスは全面廃止となっている。
- 運行開始以来、軽食サービスを行っていたが、2014年9月1日発便より廃止となった。
  - エコノミーシートを除き、朝の休憩時前後に軽食が配布されていた。当初は主にクラッカーまたはマドレーヌ、缶入りサラダ、フルーツジュース等が提供されていたが、徐々に簡素化され、のちにコモ社のパネットーネと紙パックの緑茶に変更された。さらに2010年には大塚製薬の栄養食品SOYJOY2本とポカリスエット（ビジネスシートでは200mlペットボトル、プレミアムシートでは500mlペットボトル）1本、プレミアムシートではそれに加えてカロリーメイト一箱となっていた[36]。
- 2010年7月16日出発分以降、ビジネスシート・プレミアムシートでは花王のホットアイマスクが一枚サービスとなった[37]。
- 夜の休憩後にカーテンが引かれ、通路と座席が遮断される。さらに前後に対してはフェイスカーテンによって仕切ることができるため、就寝時には個室感覚のスペースができる。フェイスカーテンは通路側カーテンにぶらさがっており、反対側の端を天井のエアコン吹き出し口の横にあるボタン（中央列の場合は反対側の通路側カーテンにあるボタン）に留めることで使用できる。

### 過去の車両一覧

#### 西日本鉄道

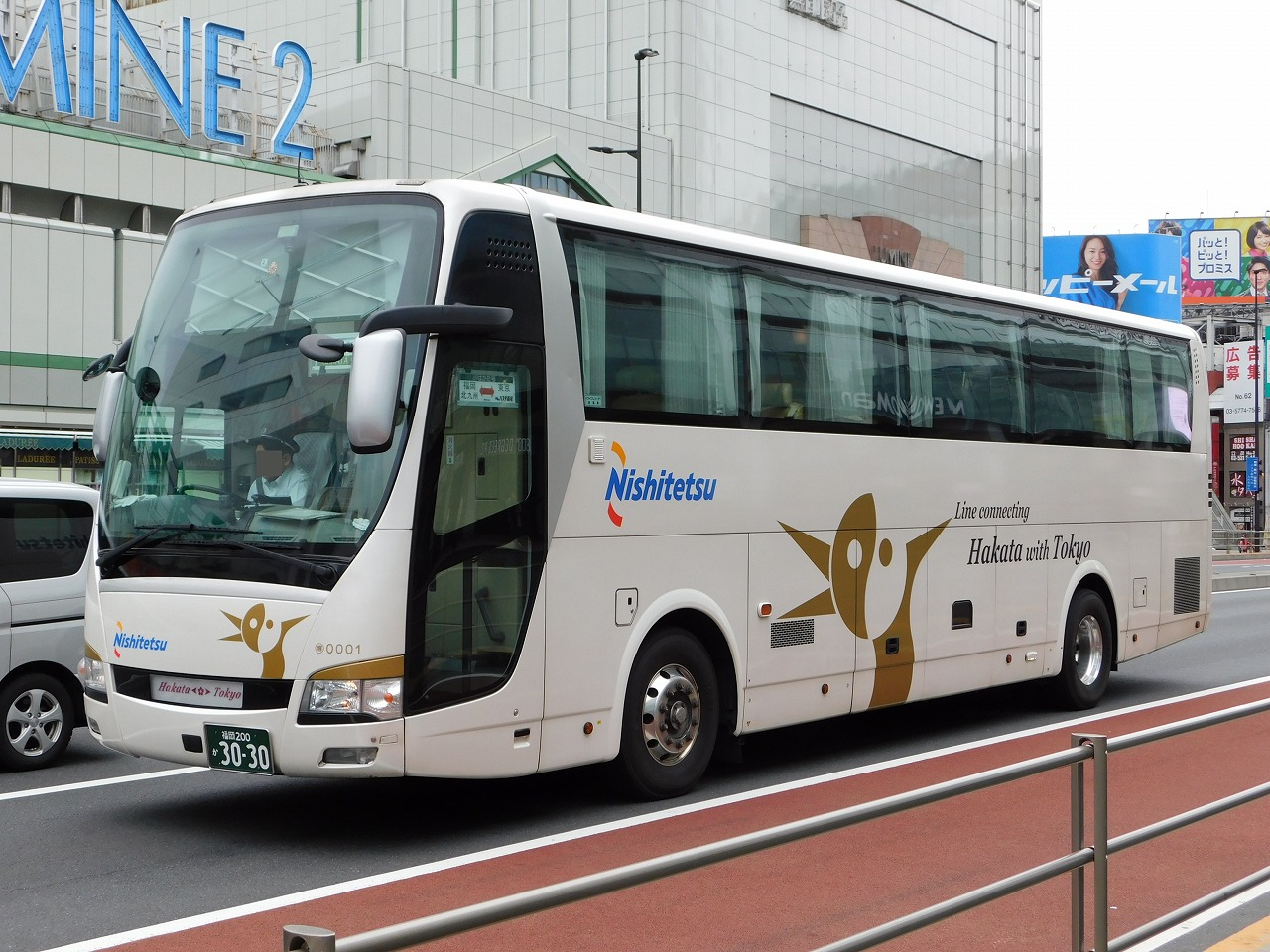
2014年に導入された三菱エアロクイーン。 この代から個室型「プレミアムシート」と3列「ビジネスシート」の2クラス制となる。外観にゴールドを採用するなど特別感を強調する外観が特徴。 現在は予備車両になっている。
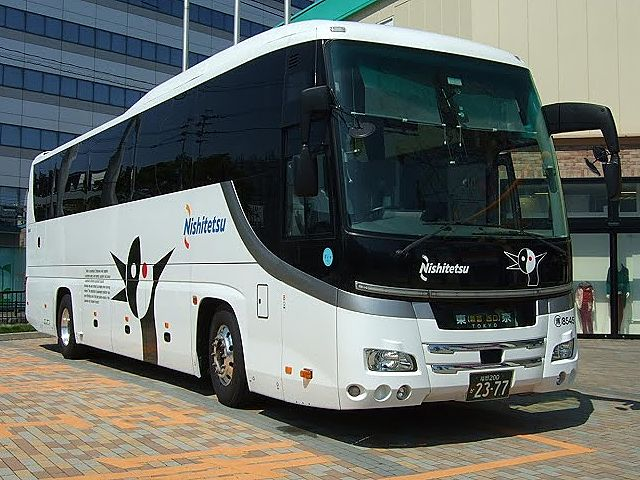
2011年に導入された日野セレガ。 4列シート車で、通常は「はかた号」には使用されないが、増便時やエアロキングが検査の際などにエコノミーシート用車として使用された。 現在は豪華貸切バス「GRANDAYS」に改造された。
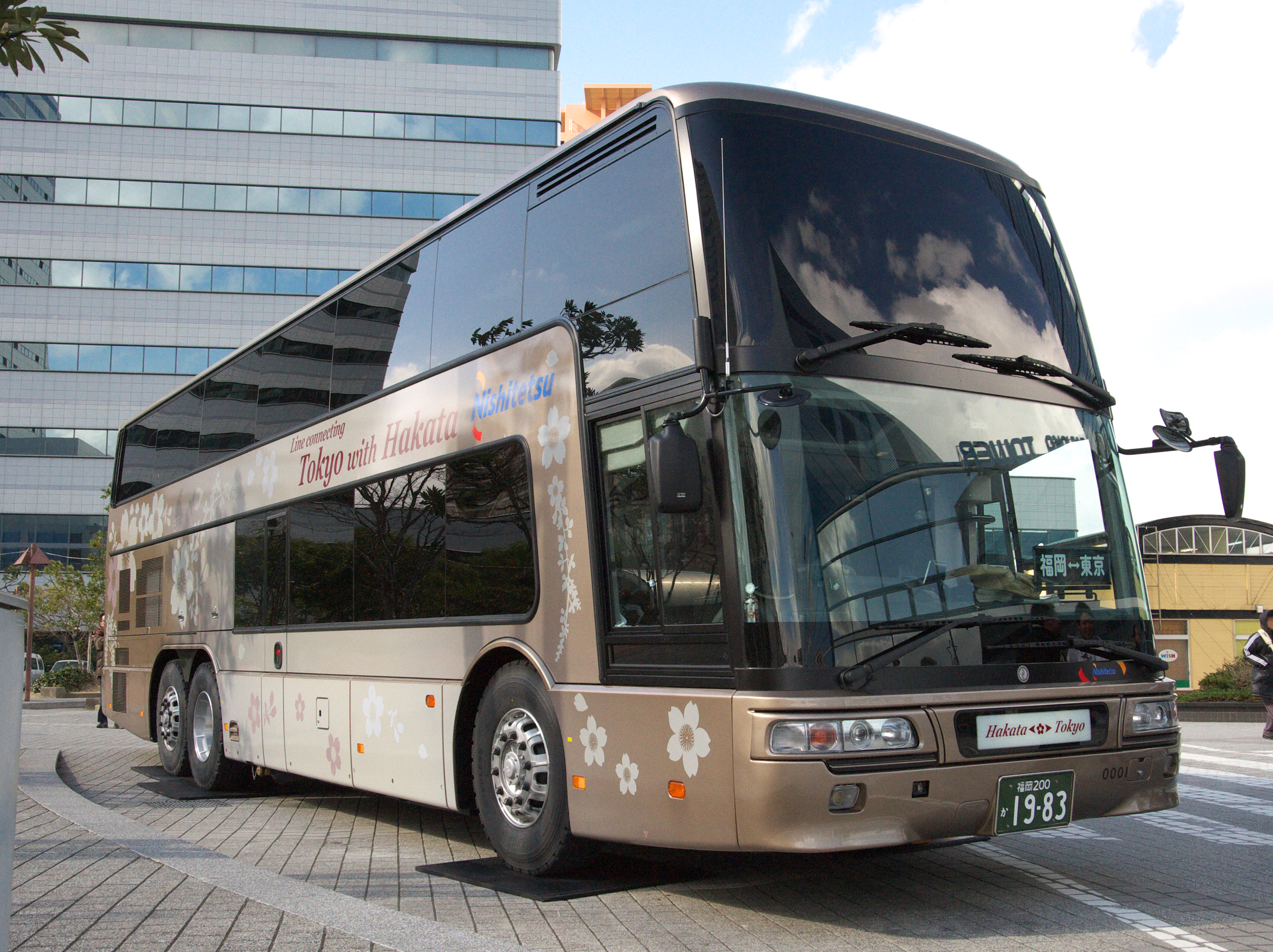
2009年に導入された三菱エアロキング。 「はかた号」初の2階建て車両として導入され、カラーリングも公募で採用するなど注目を集めた。 2列「プレミアムシート」、3列「ビジネスシート」、4列「エコノミーシート」の3クラス制を採用した。現在は元0003号車がさせぼバス株式会社へ売却され元0004号車は既に廃車となっている
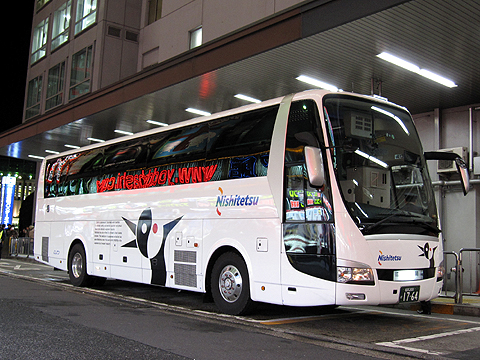
2008年導入の車両。3代目エアロクィーン。 新宿高速バスターミナルにて。 現在では通常は「はかた号」に使用されないが、続行便のほか専用車の検査時の代走にも使用される。
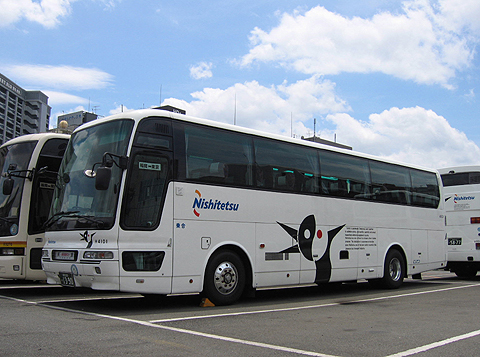
2006年導入の車両。2代目エアロクィーン（エアロクィーンI）。 3代目エアロクイーン投入後は「ムーンライト号」や「ペガサス号」に転用されたのち、末期は「ごかせ号」などに使用されていた。2021年頃に運用離脱。
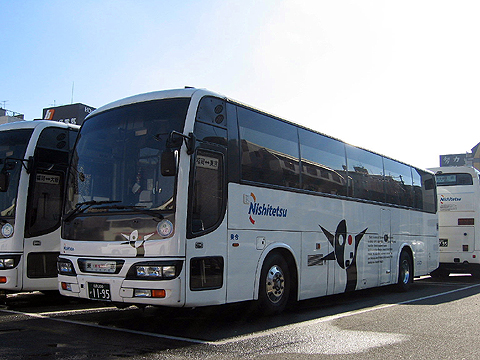
2005年導入の車両。西工SD-I。 それまでの西工SD-IIに比べ床面が若干低い西工SD-Iボディを採用しコストダウンを図った。 現在は定期運用を離れ、高速予備車として車庫で待機していたが、現在は大野城市にある教習所にて社員用教育車として使用。
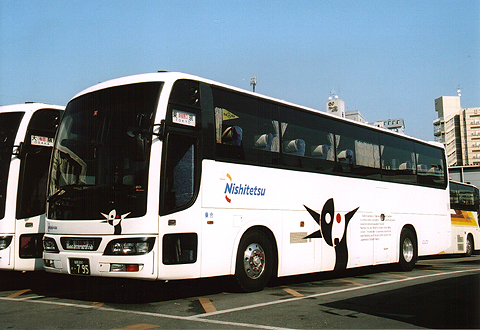
2003年導入の車両。西工SD-II。 談話室や電話が廃止され、側面のHAKATAロゴが省略された。 現在は定期運用を離脱し、1台は大野城市にある教習所にて社員用教育車として使用されたが、後に廃車。
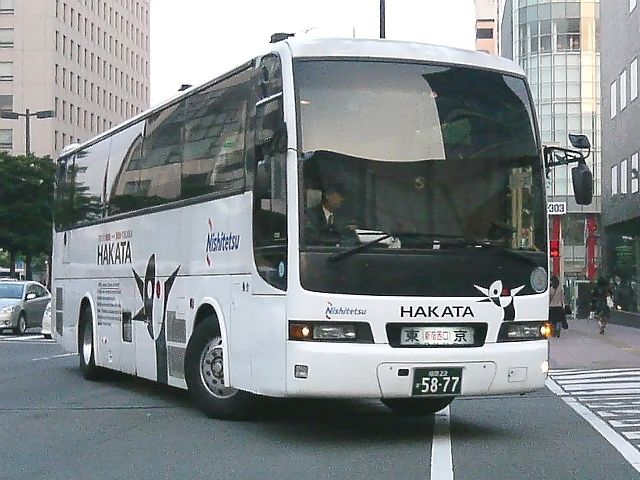
1997年導入の車両。西工SD-II。 1996年導入の車両と同仕様で、談話室付き・白夜行塗色・HAKATAロゴ入り（ロゴはのちに消去）。すでに廃車。
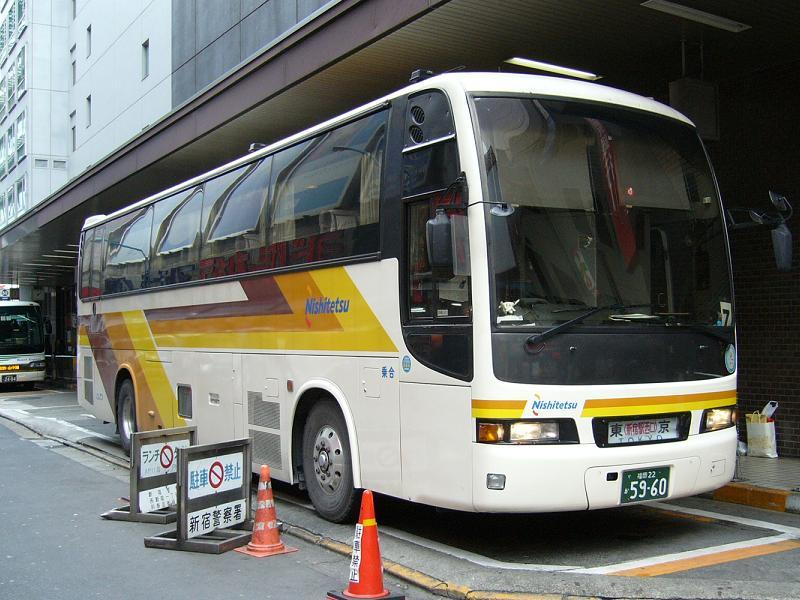
1997年導入の「ムーンライト」塗色の車両。西工SD-II。 新宿高速バスターミナルにて。 かつて「ムーンライト」など比較的短距離の夜行路線で使用される車両はこの塗装で導入されていた。 通常「はかた号」には使用されないが、続行便で使用される場合があった。すでに廃車。
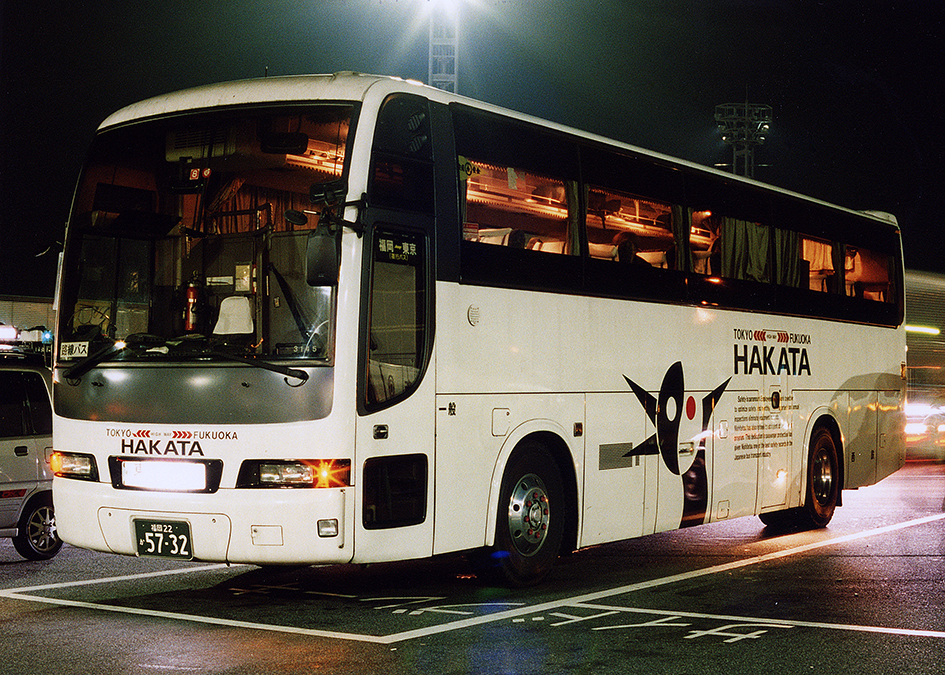
1996年導入の車両。西工SD-II。 談話室付き・白夜行塗色・HAKATAロゴ入り。 1994年から導入された車両は新モデルの92MCとなったほか、断熱性や静粛性を向上させるため側面窓の上下寸法を縮小している。すでに廃車。
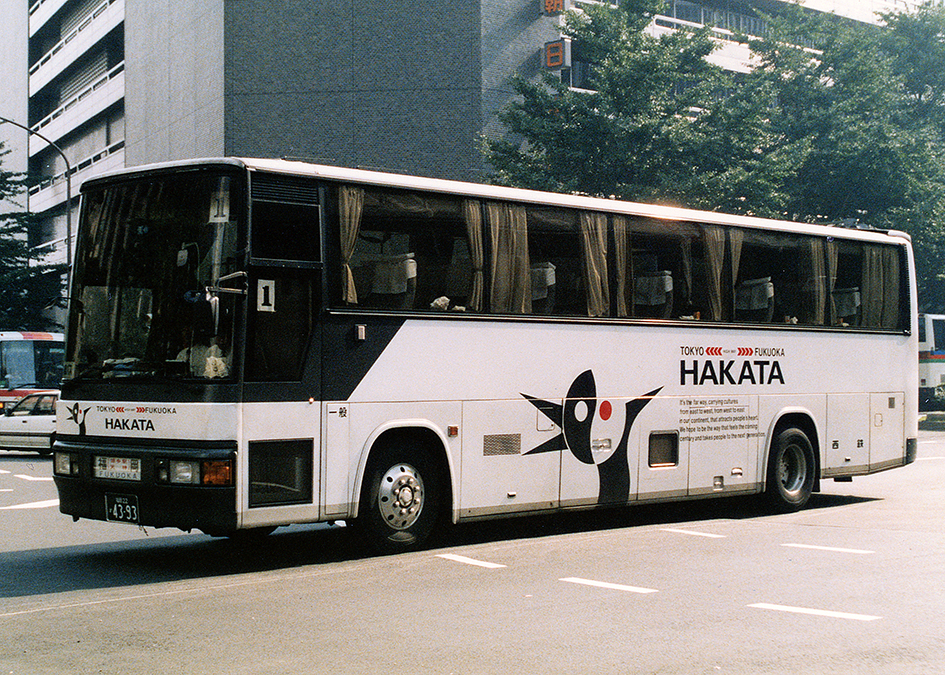
「はかた号」運行開始当初の車両。西工SD-II。 談話室付き・白夜行塗色・HAKATAロゴ入り。 窓が大きいほか、車体側面に書かれている英文がのちに導入された車両とは異なっている。すでに廃車。
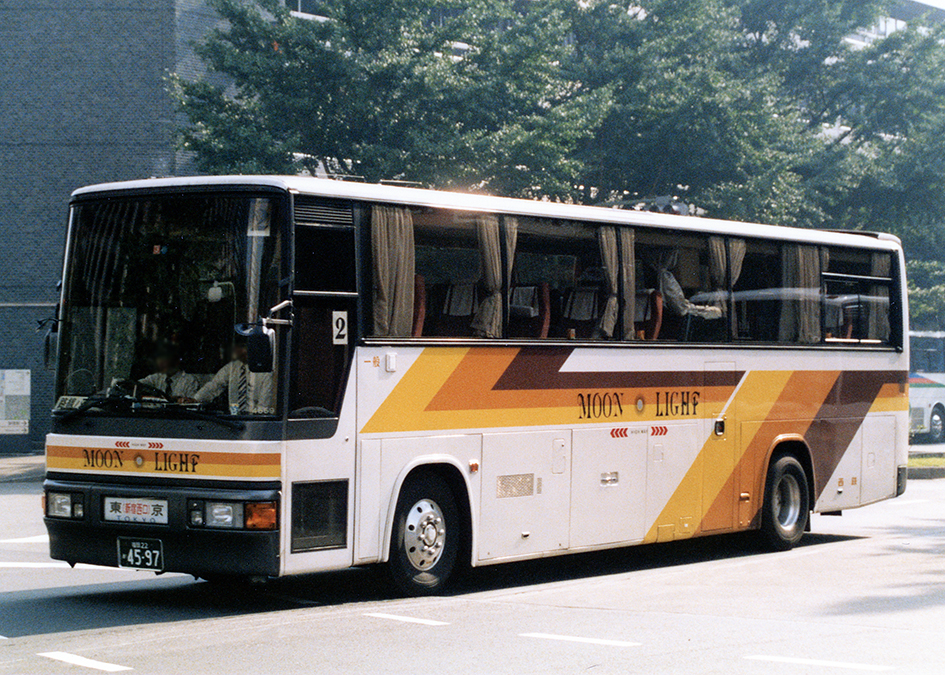
1991年導入の「ムーンライト」塗色の車両。西工SD-II。 「ムーンライト」用車両。通常「はかた号」には使用されないが、続行便で使用される場合があった。すでに廃車。

過去には、年末年始やお盆などの多客期には予備車や、系列子会社であった西鉄高速バス（2019年4月1日付で吸収合併）の夜行高速車（車体に白夜行および「ムーンライト」カラーの3列独立シート車）を使用し、合計4台から8台で運行することもあった。運行開始当初から1999年頃までにおける最盛期には、貸切車（4列シート車ではあるがトイレと給湯器、乗務員仮眠室を備えたスーパーハイデッカーの「スーパーロイヤル」）を含め10台から12台で運行していたこともある。その時期に比べると続行車の台数は減少している。なお、西鉄高速バスの車両は西鉄に貸し出されていたため、原則として西鉄の乗務員が運行を担当したが、乗務員が不足する際には西鉄高速バスの乗務員が乗務する場合もあった。
2003年には新車として、三菱ふそうのKL-MS86MP改（2003年4月以降で西工ネオロイヤルSD-II架装のため改造扱いとなる）を導入した。2006年・2007年・2008年には新車として三菱ふそう・エアロクィーンI（PJ-MS86JP）を三菱ふそうバス製造の車体で導入した。これらの車両には「HAKATA」のロゴは入っていない。

#### 京王電鉄
京王帝都電鉄（当時）の初代「はかた号」車両は、1990年の運行開始時に導入された初代エアロクィーン（エアロクィーンM、U-MS729S）であった。エンジン型式は8DC11、ホイールベースは6500mm。固定窓のサブエンジン式冷房車で、乗務員用仮眠室と車両中央にトイレを備えていた。初代専用車両は定員23名で、車内後部にサロン（談話室）を備えていた。京王の「はかた号」撤退後は昼行路線に転用された。すでに廃車済みである。
京王電鉄の2代目「はかた号」車両は、1995年に導入された2代目エアロクィーン（エアロクィーンI、U-MS821P）であった。エンジン型式は8M20、ホイールベースは6150mm。先代と同様に、固定窓のサブエンジン式冷房車で、乗務員用仮眠室と車両中央にトイレを備えていたが、2代目車両ではサロンは廃止された。元は定員28名であったが、京王の「はかた号」撤退後は4列シート（定員39名）に改造の上、中央高速バスの昼行路線に転用された。こちらもすでに廃車済みである。
京王の車両はいずれも三菱自工（大江工場）製の純正車体を架装し、フロントガラスは1枚ガラスを採用していた。

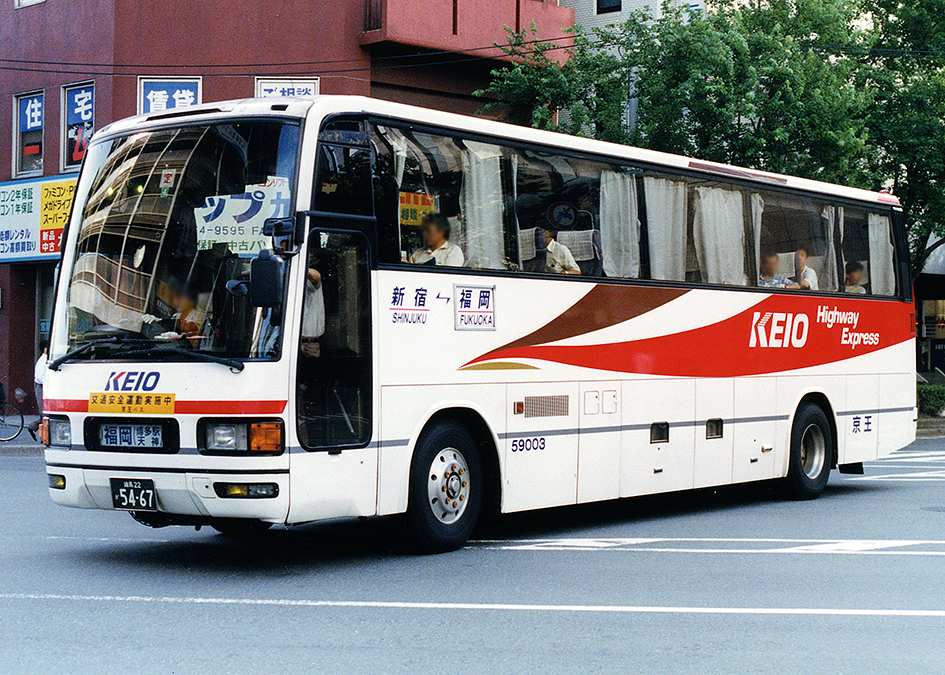
初代「はかた号」専用車（K59003） 談話室付きの車両
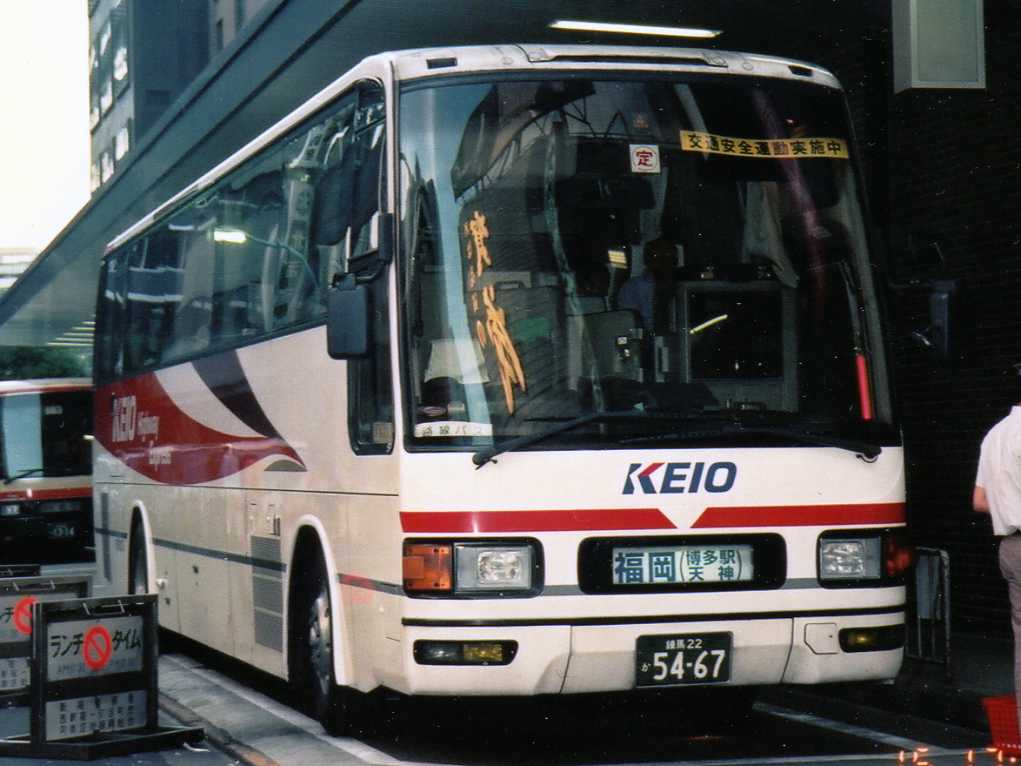
初代「はかた号」専用車（K59003） 新宿高速バスターミナルにて
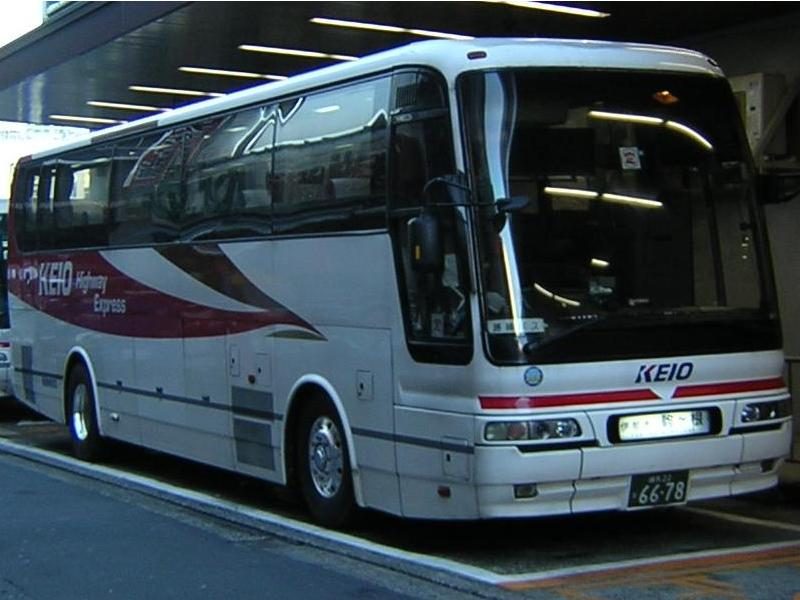
2代目「はかた号」専用車（K59503） 新宿高速バスターミナルにて（中央高速バスに転用後）

## はかた号に匹敵する長大路線
前述のオリオンバス以外にも、運行距離・時間で「はかた号」をかつて上回った高速バス路線は複数存在する。
- Lions Express（西武バス大宮営業所 → 西鉄天神高速バスターミナル間）：1170 km（開業時）/15時間20分（下り） - 2011年12月8日から[39][40] 2015年5月16日まで[41]、西武観光バスと西鉄グループの西鉄高速バスによって運行された。
- ふくふく東京号・ドリームふくふく号（東京駅 - 下関駅間） - 1991年3月28日から2006年11月30日まで、サンデン交通と中国JRバスによって運行された。
- いわみエクスプレス（新木場駅 → 津和野駅）：15時間36分 - 1996年4月26日から2016年9月10日まで、中国JRバスによって運行された。2008年7月1日に経路延長されたことで、運行時間が日本最長になった。
- 萩エクスプレス（萩バスセンター → 東京駅）：14時間39分 - 1993年4月24日に京浜急行電鉄（2003年10月1日に京浜急行バス、2005年12月1日に京急観光バスに移管し、2007年6月1日撤退）と防長交通によって運行開始。2007年8月10日に現行の東京駅発着に変更。
- TenryoLINER（東京駅鍛冶橋駐車場 - HEARTSバスステーション博多間） - オリオンバスより離脱した天領バスが自社運行で開設した路線。運行経路等はオリオンバス時代に準ずる。

また、ロイヤルバスが東京駅・バスタ新宿 - 福岡間で「はかた号」と同一区間を含む「ロイヤルエクスプレス」を運行していたが、2017年3月末をもって運行休止している。新高速乗合バス制度施行以前は、同区間をツアーバスとして運行していた。